# Camilla, kraljica žena Združenega kraljestva
Camilla (r. Camilla Rosemary Shand, pozneje Parker Bowles; 17. julij 1947) je sedanja kraljica soproga Združenega kraljestva in 14 drugih kraljestev Commonwealtha kot soproga kralja Karla III.{{Sklicop|In addition to the United Kingdom, the King's fourteen other realms are: Antigva in Barbuda, Avstralija, [[Bahami], Belize, Kanada, [Grenada]], Jamajka, Nova Zelandija, Papuanska Nova Gvineja, Sveti Krištof in Nevis, Sveta Lucija, Sveti Vincencij in Grenadine, the Salomonovi otoki, and Tuvalu.}} Camilla je postala kraljica soproga 8. septembra 2022, ko je njen mož stopil na prestol po smrti svoje matere, kraljice Elizabete II. Kralja Karla III. in kraljico Camillo so okronali 6. maja 2023 v Westminstrski opatiji.
Camilla je odraščala v vzhodnem Sussexu in južnem Kensingtonu v Angliji ter se izobraževala v Angliji, Švici in Franciji. Leta 1973 se je poročila z britanskim vojaškim častnikom Andrewom Parkerjem Bowlesom, s katerim ima dva otroka. Leta 1995 sta se ločila. Romantično razmerje med Camillo Parker-Bowles in tedanjim valižanskim princem je bilo zelo odmevno v medijih in je pritegnilo pozornost po vsem svetu. Leta 2005 se je Camilla poročila s Charlesom v Windsor Guildhall, čemur je sledil televizijski prenos anglikanskega blagoslova v kapeli svetega Jurija v gradu Windsor. Od poroke leta 2005 do moževega pristopa na prestol septembra 2022 je bila znana kot vojvodinja Cornwallska.

## Kraljica soproga
Camilla je postala kraljica soproga 8. septembra 2022 po moževem pristopu na prestol po smrti njegove matere, kraljice Elizabete II. 10. septembra 2022 se je Camilla udeležila razglasitvenega sveta kralja Charlesa III., kjer je imela vlogo priče skupaj s svojim pastorkom princem Williamom.